# جهينة البحرية
قرية جهينة البحرية هي إحدى القرى التابعة لمركز فاقوس في محافظة الشرقية في جمهورية مصر العربية. حسب إحصاءات سنة 2006، بلغ إجمالي السكان في جهينة البحرية 4760 نسمة، منهم 2389 رجل و2371 امرأة.

## التاريخ
ذكرها علي مبارك في كتابه الخطط التوفيقية، حيث ذكر أنها من قرى مديرية الشرقية بمركز الصوالح، وأن بها جامع بمئذنة وبستان.